# Koppe (Niedere Tauern)
Die Koppe ist ein 1527 m ü. A. hoher Gipfel im Massiv der Pleschaitz (1527 m ü. A.) der Niederen Tauern im Oberen Murtal, Steiermark.

## Lage und Landschaft
Die Koppe ist der westliche Vorgipfel der Pleschaitz, die sich nördlich von Teufenbach-Katsch (Bezirk Murau) zwischen Katschtal und Wölzertal erhebt. Er wird zu den Wölzer Tauern – einem Ost-West-Abschnitt der Niederen Tauern – oder zu den Murbergen – dem Murtalseitig vorgelagerten Bergzug – gerechnet.
Die Koppe liegt über Katsch an der Mur und dem Hinterburggraben. Sie bildet den Westkamm der Pleschaitz, zwischen Leonhartsbach im Süden und Totenbach im Norden. Die Anhöhe ist unscheinbar und gutteils bewaldet (Hinterkatschwald).
Am Abhang der Koppe liegen die zerstreuten Häuser Riesen, am Fuß die Ruine Katsch.
Der Name Koppe (‚Kuppe‘) gehört zum slawischen Namensgut in der Obersteiermark, das Wort ist in den Niederen Tauern mehrfach zu finden.
Die Anhöhe liegt abseits der Wanderwege und ist nicht erschlossen. Der markierte Aufstieg von Katsch zum Pleschaitz führt südlich über den Angerboden.